# Yale (ancienne circonscription fédérale)
Pour les articles homonymes, voir Yale (homonymie).
Yale est une ancienne circonscription électorale fédérale de la Colombie-Britannique, représentée de 1871 à 1892 et de 1917 à 1953.
La circonscription de Yale apparait en 1871 lorsque la Colombie-Britannique rejoint la Confédération canadienne. Abolie en 1892, elle est fusionnée avec la circonscription de Cariboo pour former Yale—Cariboo.
La circonscription réapparait en 1914 d'une partie de Yale—Cariboo. À nouveau abolie en 1966, elle est redistribuée parmi Okanagan Boundary et Okanagan—Revelstoke.

## Géographie
En 1914, la circonscription de Yale comprenait:
- La région d'Okanagan
- La cité de Salmon Arm

## Députés
1871 - 1892
1. 1871-1872 — Charles Frederick Houghton, CON
2. 1872-1879 — Edgar Dewdney, CON
3. 1879-1887 — Francis Jones Barnard, CON
4. 1887-1892 — John Andrew Mara, CON

1917 - 1953
1. 1917-1920 — Martin Burrell, CON
2. 1920-1924 — John Armstrong MacKelvie, CON
3. 1924-1947 — Grote Stirling, CON & PC
4. 1948-1953 — Owen Lewis Jones, CCF

- CCF = Co-Operative Commonwealth Federation
- CON = Parti conservateur du Canada (ancien)
- PC = Parti progressiste-conservateur